# Rudy, Arkansas
Rudy là một thị trấn thuộc quận Crawford, tiểu bang Arkansas, Hoa Kỳ. Năm 2010, dân số của thị trấn này là 61 người.

## Dân số
- Dân số năm 2000: 72 người.
- Dân số năm 2010: 61 người.